# 산비센테주

산비센테 주의 위치

산비센테주(스페인어: San Vicente)는 엘살바도르 중부에 위치한 주로 주도는 산비센테이며 면적은 1,184km2, 인구는 174,561명(2013년 기준)이다. 13개 지방 자치체를 관할한다.